# Yokohama B-Corsairs
El Yokohama B-Corsairs (en japonés 横浜ビー・コルセアーズ) es un equipo de baloncesto japonés con sede en la ciudad de Yokohama, que compite en la B.League, la máxima competición de su país. Disputa sus partidos en el Yokohama International Swimming Pool, instalaciones de natación cuya piscina principal se convierte en cancha de baloncesto en otoño e invierno para albargar los partidos de los B-Corsairs, con capacidad para 5.000 espectadores..

## Historia

### bj league
Los B-Corsairs ingresaron a la liga en la temporada 2011-2012 como uno de los cuatro equipos de expansión, y vieron cómo la liga crecía de 16 a 20 equipos. En su primera temporada, terminaron en segundo lugar de la Conferencia Este, liderados por el MVP de la liga, Justin Burrell. El exjugador de la NBA Reggie Geary ganó el premio al Entrenador del Año. En la serie de playoffs, terminaron terceros en la clasificación general, perdiendo la final de la Conferencia Este contra los Hamamatsu Higashimikawa Phoenix, pero derrotando a los Kyoto Hannaryz en los playoffs por el tercer puesto.
La temporada siguiente, los B-Corsairs ganaron el título de la Bj league 2012-13, derrotando a Rizing Fukuoka en la final. Después de terminar nuevamente en segundo lugar en la Conferencia Este, vencieron al líder de la conferencia Niigata Albirex BB en la final de la Conferencia Este, con Draelon Burns anotando sobre la bocina. Con la victoria, Geary se convirtió en el primer entrenador nacido en el extranjero en ganar un título en la bj league. El capitán del equipo, Masayuki Kabaya, fue nombrado MVP de los playoffs.
El éxito inicial del club tuvo un coste económico. Durante la pretemporada posterior al título, se informó de que el club atravesaba dificultades económicas y cambió de propietario. Geary dejó el club para unirse a los Chiba Jets, y los jugadores importados de los B-Corsairs también firmaron con otros clubes de Japón. El asistente de Geary, Michael Katsuhisa, se convirtió en entrenador principal, y Taketo Aoki se retiró como jugador para convertirse en entrenador asistente. Los jugadores importados Wayne Marshall, Marquise Gray y Omar Reed se unieron al club. La temporada 2013-14 comenzó bastante bien para el club, que aspiraba a los playoffs con un récord de 16-17, pero decayó al final del año y terminó con un récord de 24-28, quedándose fuera de los playoffs por primera vez.
Al final de la temporada 2014-15, Katsuhisa dejó el club y Aoki se convirtió en el entrenador principal. Marshall dejó el club y fue reemplazado por Jordan Henriquez. Cory Johnson y Emanuel Willis también se incorporaron a la plantilla, aunque Willis fue liberado tras seis partidos en la temporada 2015-16. Después de registrar un récord de 16-14 en victorias y derrotas en los primeros cuatro meses de la temporada, el equipo se desplomó para lograr solo dos victorias en sus siguientes veinte partidos. El equipo terminó la temporada en el décimo lugar de la Conferencia Este por segundo año consecutivo. Al final de la temporada, el club anunció que no renovaría los contratos de Hall y Johnson.

### B.League
A partir de septiembre de 2016, los B-Corsairs comenzaron a competir en la Conferencia Central de la Primera División de la B.League, una nueva competición de tres divisiones surgida de la fusión de la bj-league y la Liga Nacional de Baloncesto. Durante la pretemporada, Hisayama, quien había estado con el club desde su fundación, anunció su retirada como jugador, y se unió al Shimane Susanoo Magic como entrenador bajo la dirección de Katsuhisa. Yamada fue nombrado capitán del equipo por tercer año consecutivo. Entre los fichajes de la pretemporada se encuentran los agentes libres Jeff Parmer (anteriormente con Shiga) y Faye Pape Mour (anteriormente con Niigata), así como el estadounidense Jason Washburn, quien anteriormente jugaba en la liga de Kosovo en Europa.

## Trayectoria
| Liga      | Temporada | Temporada regular | Temporada regular | Temporada regular | Temporada regular | Temporada regular | Temporada regular | Playoffs        | Entrenador        | Ref    |
| Liga      | Temporada | PJ                | G                 | P                 | %                 | PV                | Final             | Playoffs        | Entrenador        | Ref    |
| --------- | --------- | ----------------- | ----------------- | ----------------- | ----------------- | ----------------- | ----------------- | --------------- | ----------------- | ------ |
| bj-league | 2011-12   | 52                | 31                | 21                | .596              | 6.0               | 2.º Conf. Este    | Tercero         | Reggie Geary      | [ 17 ] |
| bj-league | 2012-13   | 52                | 35                | 17                | .673              | 1.0               | 2.º Conf. Este    | Campeón         | Reggie Geary      | [ 18 ] |
| bj-league | 2013-14   | 52                | 24                | 28                | .462              | 18.0              | 7.º Conf. Este    | No se clasificó | Michael Katsuhisa | [ 19 ] |
| bj-league | 2014-15   | 52                | 18                | 34                | .346              | 23.0              | 10.º Conf. Este   | No se clasificó | Michael Katsuhisa | [ 20 ] |
| bj-league | 2015-16   | 52                | 19                | 33                | .365              | 20.0              | 10.º Conf. Este   | No se clasificó | Taketo Aoki       | [ 12 ] |

## Palmarés

### Equipo
- bj league: 1

2012-13

### Galardones individuales
- MVP de la liga:
  - Justin Burrell (2011–12)[2]
  - Yuki Kawamura (2022–23)[21]
- MVP de los Playoff:
  - Masayuki Kabaya (2012–13)[3]
- Mejor quinteto de la liga:
  - Justin Burrell (2011–12)
  - Draelon Burns (2012–13)[4]
  - Yuki Kawamura (2022–23, 2023-23)